# Programari informàtic de càlcul i disseny d'estructures tesades
Per la realització de construccions tesades es poden utilitzar programes informàtics que faciliten el càlcul, el disseny i la realització d'aquest tipus d'estructures lleugeres.
Hi ha diferents tipus de programari segons la funció que realitzen. Una de les funcions és la recerca de la forma, és a dir amb unes determinades condicions de contorn imposades es realitza un càlcul per trobar la forma òptima (doble curvatura i tensions baixes/uniformes). Altres funcions que poden realitzar alguns codis informàtics són la de calcular esforços i deformacions de la membrana dissenyada, ja sigui per la tensió aplicada al tesar l'estructura o bé per altres tipus d'accions (vent, diferencials tèrmics, deformacions imposades, etc.). També resulta molt útil que disposin de la funció de patronatge: permet obtenir la geometria de cada segment de tela per l'elaboració del nostre disseny d'estructura tesada. Finalment, alguns programes incorporen la possibilitat d'obtenir els detalls de l'estructura tesada (vores de la membrana, punts d'unió entre tensors i tela, etc.). Com es pot observar a la taula següent, hi ha programes especialitzats a realitzar una única funció i d'altres que són més generals i disposen de diverses funcions. Per tant, el calculista o dissenyador té un ampli ventall d'opcions segons la tasca que vulgui realitzar.